# Морфонологія
Морфоноло́гія — розділ мовознавства, що вивчає зв'язки морфології та фонетики, звукову будову морфем залежно від їхніх взаємозв'язків у різних словах; фонологічну структуру морфем різного типу й використання фонологічних відмінностей для морфологічних цілей.
Предмет морфонології, як підрозділу морфемології є морфема в аспекті варіювання її морфів та чергування.